# Міаснікіані
Міаснікіані (груз. მიასნიკიანი) — село в Грузії.
За даними перепису населення 2014 року в селі проживає 100 осіб.